# Neotama variata
Espèce
Synonymes
- Tama variata Pocock, 1899

Neotama variata est une espèce d'araignées aranéomorphes de la famille des Hersiliidae.

## Distribution
Cette espèce est endémique du Sri Lanka.

## Description
Le mâle décrit par Baehr et Baehr en 1993 mesure 5,65 mm et la femelle 10,1 mm.

## Publication originale
- Pocock, 1899 : Diagnoses of some new Indian Arachnida. Journal of the Bombay Natural History Society, vol. 12, p. 744-753 (texte intégral).